# 緯線
緯線（いせん、circles of latitude）とは天体表面上の同一緯度の地点を結んだ仮想的な線である。平行圏 (parallels) とも称する。緯線は全ての子午線と交点で直交するが、ある一つの子午線に着目した際、当該子午線の交点から離れるに従い、当該子午線の接ベクトルと緯線の接ベクトルとのなす角は直角から異なっていく。この点で、線上の任意の接ベクトルが特定の子午線上の任意の接ベクトルと直交する卯酉線（ぼうゆうせん）すなわち東西圏とは異なる概念であり、注意を要する。
「緯」は織物の横糸の意味で、経緯線を織物に見立てたものである。
地図に表したとき、円筒図法では緯線は赤道に平行な直線となり、円錐図法では赤道と同心の円弧となる。

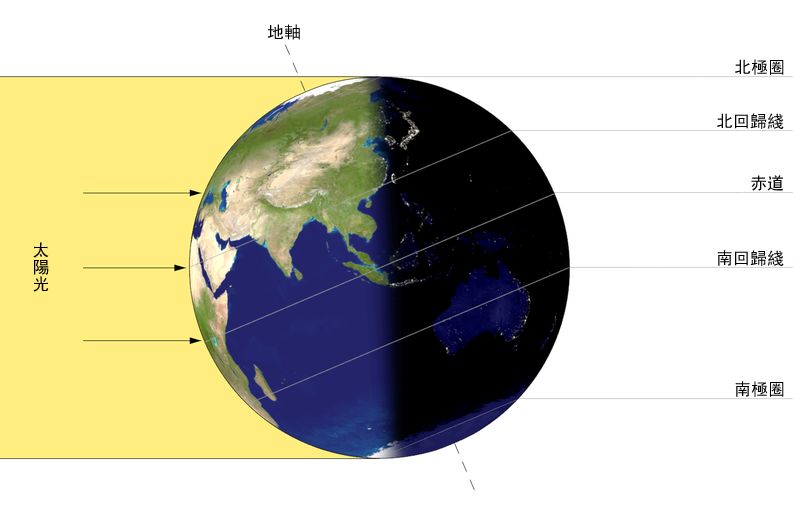
主要な緯線と地軸と太陽光

いくつかの緯線には特別の名称がつけられている。数値は地球のものである。
- 北極線（北緯 66°33′38″）
- 北回帰線（北緯 23°26′22″）
- 赤道（緯度 0°）
- 南回帰線（南緯 23°26′22″）
- 南極線（南緯 66°33′38″）